# 圣伯多禄圣殿 (奥特朗托)

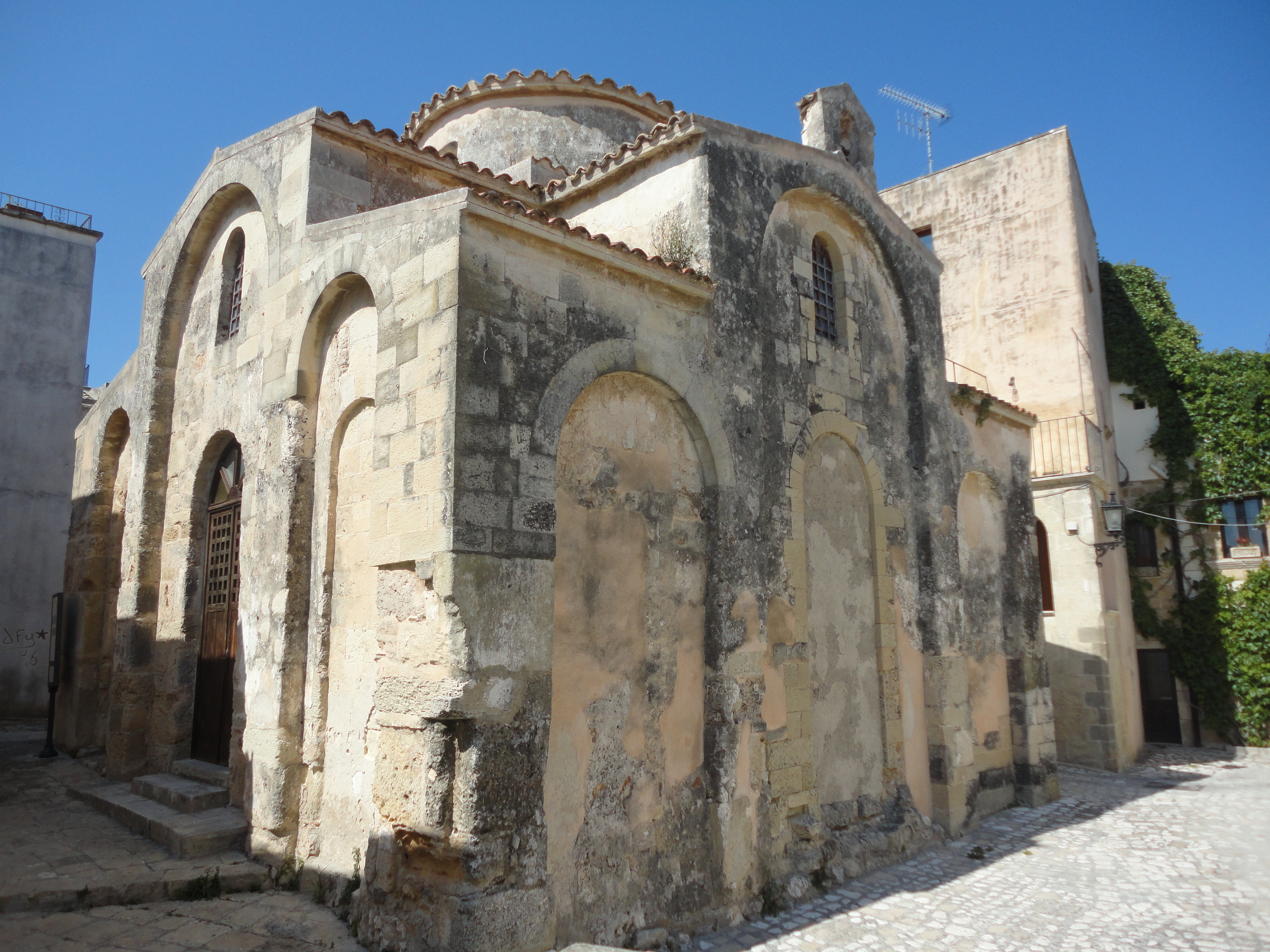

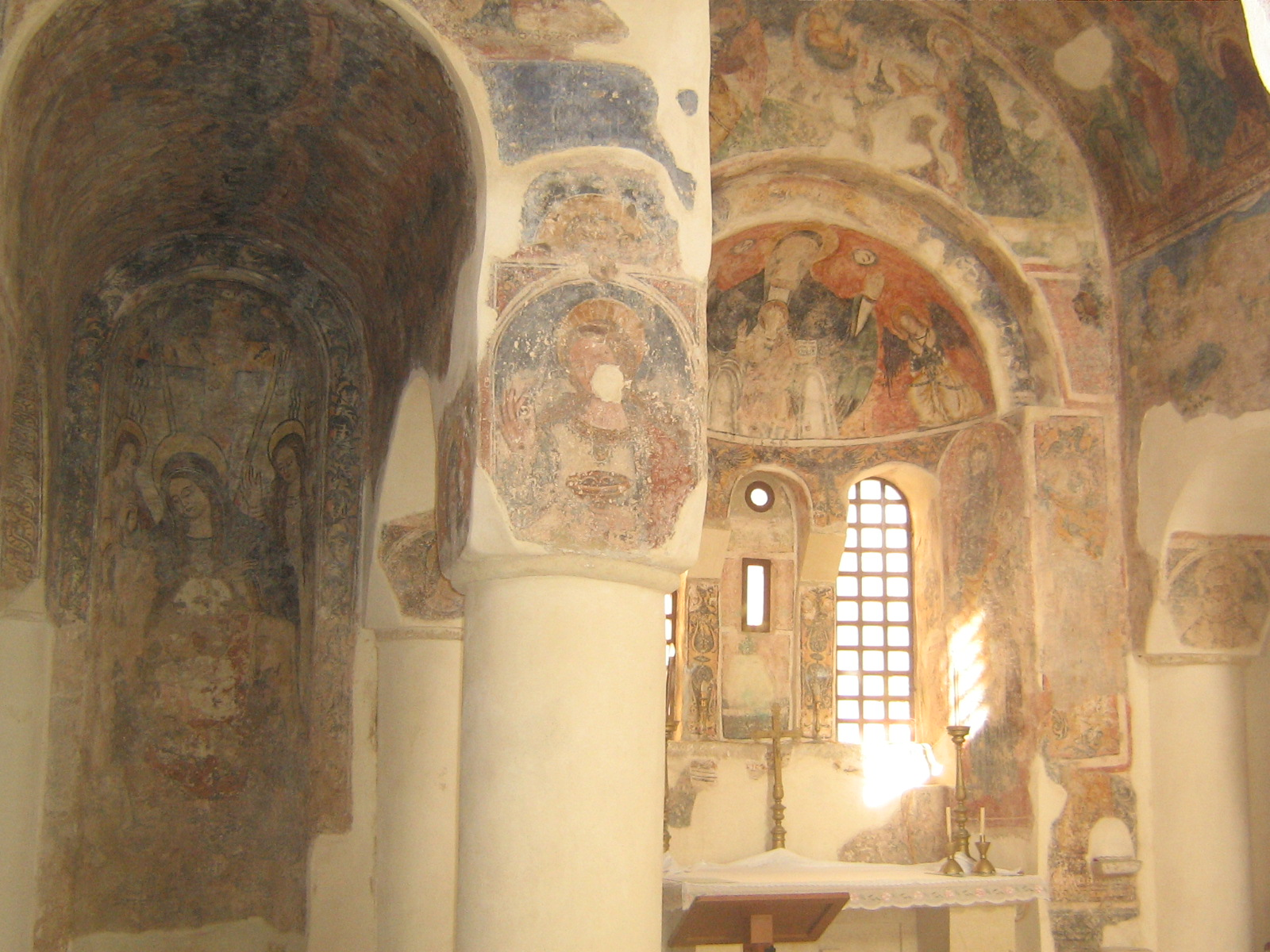

圣伯多禄圣殿（Basilica di San Pietro）是一座罗马天主教教堂，位于意大利普利亚大区莱切省奥特朗托的历史中心。
这是一座典型的中世纪拜占庭建筑，也是普利亚地区拜占庭艺术的最高和最生动的表达。该堂可能是该市第一座圣殿，于968年成为都主教驻地，直属于君士坦丁堡牧首。其建筑年代一直是学者们争论的主题，但从希腊语的铭文、建筑和湿壁画的分析来看，其历史应该追溯到9世纪-10世纪。
后殿中有美丽的拜占庭壁画，可以追溯到10-11世纪。